# Grus-Olle Persson
Pour les articles homonymes, voir Persson.
Grus-Olle Persson, né le 2 juin 1911 à Trollhättan et mort le 12 février 1971 à Stockholm, est un ancien pilote de rallyes suédois.
Il fut le troisième vainqueur de son rallye national.

## Palmarès
- 1952: vainqueur du Rallye de Suède, sur Porsche (copilote Olof Norrby);
- 1952: vainqueur du Rallye du Soleil de Minuit, sur Porsche (copilote Olof Norrby);